# Biodisolvente
Los biodisolventes son productos de origen vegetal totalmente biodegradables. Se proponen como alternativa a los disolventes petroquímicos debido a la escasez de recursos fósiles y a la preocupación por la reducción de la capa de ozono como consecuencia del excesivo uso de disolventes de origen petroquímico. 
Pueden ser obtenidos mediante procesos de fermentación, esterificación o mediante procesos enzimáticos. 
Poseen las mismas propiedades de limpieza que los disolventes comunes, sin embargo, son de baja toxicidad, biodegradables, inodoros y no contienen compuestos orgánicos volátiles.
Son por lo tanto disolventes menos tóxicos y más seguros, e implican un consumo inferior.
Entre ellos destacan aceites como la colza y la soja.

## Tipos
La biorrefinerías son las encargadas de la producción de biodisolventes en grandes cantidades, lo que permite la comercialización de estos a precios competitivos.
Existen numerosos tipos de biodisolventes. En función de sus propiedades, sus aplicaciones van a diferenciarse mucho, siempre proporcionando numerosas ventajas frente a los disolventes convencionales.

## Bioetanol
El bioetanol es un alcohol de origen vegetal, se obtiene mediante la fermentación de los azúcares o almidón que se encuentran en diferentes productos vegetales como la colza, la soja, la remolacha, el maíz...
Puede obtenerse a partir de restos agrícolas como paja de cereal, cáscaras de cereal o de arroz, e incluso a partir de los residuos obtenidos en las limpias forestales, suponiendo por lo tanto una valorización de los residuos.

## Biodisolventes para limpiar fuel
Se ha conseguido desarrollar un biodisolvente líquido capaz de limpiar el fuel vertido en diversas catátrofes, como la del Prestige.
Este biodisolvente disuelve el fuel que impregna las rocas, permitiendo recuperarlo y reutilizarlo como combustible.
Fue utilizado en California en 1998, donde permitió salvar un 40% de vida marina en las zonas que recibieron este tratamiento.

## Aceite de ricino
El uso de estos biodisolventes se ha extendido hasta el ámbito de la cosmética, donde destaca la eficacia y el confort que estos proporcionan.
Se usa como disolvente logrando eliminar todos los restos de esmalte, incluso aquellos más resistentes, proporcionando a las uñas hidratación y suavidad.
De este modo logra sustituir a los quitaesmaltes comunes, constituidos a base de acetona, que suelen ser tan dañinos y perjudiciales para las uñas
El principio activo de este disolvente es el aceite de ricino. Este aceite permite ablandar las cutículas, al mismo tiempo que nutre y protege las uñas, proporcionándoles un velo protector. 

## Lactato de etilo
Se utiliza como sustituyente del xileno y el tolueno, debido a su menor toxicidad y peligrosidad.
El lactato de etilo es un líquido incoloro, miscible en agua, alcohol, óxido de dietilo e hidrocarburos, además posee un olor dulzón muy característico. 
Es utilizado como disolvente del Paraloid (resina acrílica). Permite obtener capas de protección muy homogéneas, ofreciendo muy buenos resultados tanto sobre metales como sobre vidrio.